# لادهوم الكلاسيكي 2016
لادهوم الكلاسيكي 2016 (بالفرنسية: Drôme Classic 2016 )‏ هو سباق دراجات هوائية، وهو الموسم رقم 3 من نفس السباق، وأقيم في 28 فبراير 2016، وامتدّ لمسافة 200.5 كيلومتر، وهو أحد سباقات طواف أوروبا للدراجات 2016، وهو من نوع منافسة رياضية، وقد شارك في السباق 143 متسابقاً، ووصل إلى نهايته 122 متسابقاً.
فاز فيه بالمركز الأول Petr Vakoč ‏، وبالمركز الثاني يان باكيلانتس، وبالمركز الثالث آرثر فيشوت.

## الفرق
| فرق عالمية (8)- AG2R La Mondiale - بي إم سي راسينغ - Etixx-Quick Step - FDJ - Giant-Alpecin - IAM Cycling - Orica-GreenEDGE - Trek-Segafredo فرق قارية محترفة (8)- كاجا رورال-سيغوروس 2016 ‏ - Cofidis, Solutions Crédits - ديلكو ‏ - Direct Énergie - Fortuneo-Vital Concept - رومبوت تشارلز ‏ - سبورت فلاندرين بالويس 2016 ‏ - Wanty-Groupe Gobert فرق قارية (3)- أرمي دي تير 2016 ‏ - إتش بي بي تي بي – أوبير 93 ‏ - بنجوال باوليز ساوكس دبليو بي ‏ |  |
| |  |

## وصلات خارجية
- الموقع الرسمي
- لادهوم الكلاسيكي 2016 على موقع إحصائيات الدراجات الإحترافية (الإنجليزية)
- لادهوم الكلاسيكي 2016 على موقع إحصائيات الدراجات الإحترافية (الإنجليزية)